# Euregio Rijn-Maas Noord
De Euregio Rijn-Maas Noord (Duits: Euregio Rhein-Maas-Nord) is de Euregio in het Nederlands-Duitse grensgebied aan de noordelijke Nederrijn en de Maas. De Euregio werd in 1978 opgericht als vrijwillige werkgemeenschap en is sinds 2004 een publiekrechtelijke organisatie. In het noorden grenst de Euregio Rijn-Maas Noord aan de Euregio Rijn-Waal, die zij gedeeltelijk overlapt in het district Kleef. In het zuiden grenst zij aan de Euregio Maas-Rijn in het gebied Aken-Maastricht-Heerlen-Luik-Hasselt. 
In de Euregio Rijn-Maas Noord wonen circa 1,8 miljoen inwoners. Met een oppervlakte van ruim 3400 km² vormt zij de dichtstbevolkte Euregio aan de Nederlands-Duitse grens. Die dichtheid is toe te rekenen aan het Duitse deel. De grootste steden in de Euregio Rijn-Maas Noord zijn Mönchengladbach met ca. 266.000 inwoners, Krefeld met ca. 242.000, Neuss met ca. 152.000, Venlo met ca. 100.000, Viersen met ca. 76.000 en Roermond met ca. 55.000 inwoners.

## Uitbreiding per 2022
Gegevens in deze paragraaf zijn nog niet geïntegreerd in de rest van het artikel
Per 1 januari 2022 is de Kreis Heinsberg, met tien gemeenten en meer dan 250.000 inwoners, tot deze Euregio toegetreden. 
De Kreis Heinsberg deelt over meer dan 77 km haar grens met de Nederlandse provincie Limburg. De kreis zoekt meer grensoverschrijdende samenwerking op de terreinen bosbescherming en natuurbrandbestrijding in het natuurpark Maas-Swalm-Nette, gezondheidswezen, educatie, bijvoorbeeld met de Fontys University of Applied Sciences in Venlo, economie, alsmede wandel- en fietstoerisme.
Ook de Nederlandse gemeenten Sittard-Geleen en Beekdaelen zijn vanaf 1 januari 2022 lid van de Euregio.

## Geschiedenis
In historische zin vormt deze Euregio bij benadering een moderne, ideële voortzetting van het vroegere Overkwartier van het oude Hertogdom Gelre. Op taalkundig niveau vertoont het hele gebied nog een sterke samenhang. Alle dialecten in deze Euregio zijn Nederfrankisch.

## Werkgebied
Het werkgebied van de Euregio Rijn-Maas Noord bestaat uit:
- Het district Viersen
- Mönchengladbach
- Het Rijndistrict Neuss
- Krefeld
- Het zuidelijke deel van het district Kleef
- Het noordelijke en middendeel van de Nederlandse provincie Limburg

## Leden
De Euregio Rijn-Maas Noord telt in 2024 leden in zowel Nederland als Duitsland. Het betreft Nederlandse gemeenten in Noord- en Midden-Limburg en de Kamer van Koophandel Limburg, alsmede Duitse steden, gemeenten, districten (Landkreise) en Industrie- en Handelskamers.

### Nederlandse leden
- De gemeenten Beesel, Horst aan de Maas, Peel en Maas, Venlo en Venray in Noord-Limburg.
- De gemeenten Echt-Susteren, Leudal, Maasgouw, Peel en Maas, Roerdalen, Roermond en Weert in Midden-Limburg.
- De gemeenten Sittard-Geleen, Beekdaelen en Landgraaf in Zuid-Limburg.
- de Kamer van Koophandel Limburg.

### Duitse leden
- De gemeenten Brüggen, Niederkrüchten en de stad Nettetal in het district Viersen
- de steden Straelen en Geldern in het zuidelijke deel van het district Kleef
- het Rijn-district Neuss en Viersen alsmede het zuidelijke deel van het district Kleef (Wachtendonk, Straelen, Weeze, Kerken, Rheurdt, Issum, Geldern en Kevelaer) (de zogeheten "Südkreis Kleve")
- de steden Wassenberg en Wegberg en de gemeente  Selfkant (district Heinsberg)
- het district Heinsberg
- de kreisfreie steden Düsseldorf, Krefeld en Mönchengladbach
- de Industrie- en Handelskamers (IHK Mittlerer Niederrhein in Krefeld en Niederrheinische IHK in Duisburg)

## Aandachtsgebieden
De aandachtsgebieden van de Euregio Rijn-Maas-Noord zijn velerlei en omvatten o.a. economie, arbeidsmarkt, infrastructuur, maar ook openbare veiligheid, sociaal-culturele netwerken, taal en cultuur, milieu en natuur alsmede toerisme. Zo wordt bijvoorbeeld een gezamenlijke toerisme-kalender in de gehele euregio verspreid, en kunnen bijvoorbeeld voor Nederlands-Duitse samenwerkingsprojecten op deze terreinen subsidies worden aangevraagd via het Interreg-programma van de Europese Unie. Een andere belangrijke taak van de Euregio is de voorlichting aan grenspendelaars in maandelijkse spreekuren. 